# 沙夫卡特·米尔济约耶夫
沙夫卡特·米罗莫诺维奇·米尔济约耶夫（發音：[ʃɑfˈkɑt mirɔˈmɔnəvʲit͡ɕ mirziˈjɔjɪf]；1957年7月24日—）是烏茲別克政治人物，現任烏茲別克總統，前突厥國家組織主席。

## 个人经历

### 家庭与教育
米尔济约耶夫1957年7月24日出生于蘇聯烏茲別克蘇維埃社會主義共和國的吉扎克州，父亲是一名医生，母亲是医院的卫生员。1981年毕业于塔什干灌溉和改良学院（Tashkent Institute of Irrigation and Agricultural Mechanization Engineers），获技术科学博士学位。

### 从政早期
烏茲別克脫離蘇聯獨立後，1996年至2001年9月米尔济约耶夫曾經擔任吉扎克州州長，2001年9月至2003年12月任撒馬爾罕州州長。
2003年12月12日被總統伊斯兰·卡里莫夫提名为总理，随后擔任總理至2016年12月14日。

### 总统第一任期
2016年9月2日，乌兹别克总统卡里莫夫去世，米尔济约耶夫为治丧委员会主席。通常治丧委员会的负责人很有可能成为乌兹别克斯坦的下一任总统。2016年9月20日決定參選總統，同年12月5日以88.61%的得票率當選新一任總統。12月14日，正式宣誓就任。

### 总统第二任期
2021年乌兹别克斯坦总统选举中，连选连任，开启第二个总统任期。